# Aarne-Thompson-index
De Aarne-Thompson-index (ook Aarne-Thompson-Uther-index, afgekort ATU) is een catalogus voor het internationale onderzoek naar mondelinge folklore, in het bijzonder naar sprookjes en nevencategorieën daarvan.

## Antti Aarne
In 1910 begon de Fin Antti Aarne aan de sprookjescatalogus, waarin hij verschillende typen sprookjes onderscheidt. Met de hulp van vakgenoten maakte hij een categorisering op basis van Finse sprookjesverzamelingen, de Kinder- und Hausmärchen van de Gebroeders Grimm en de Deense sprookjesverzameling van Svend Grundtvig. In het daaropvolgende jaar publiceerde hij het boek 'Finse sprookjesvarianten' met daarin een catalogus van de tot 1908 gevonden sprookjes.

## Stith Thompson
De uitbreiding van het systeem door de Amerikaan Stith Thompson begon in 1927 voor de eerste keer. In 1961 verscheen zijn boek 'The Types of the Folktale. A classification and bibliography' waarin de tweede uitbreiding van Aarnes index plaatsvond. In dit boek deelde Thompson de sprookjes en vertellingen op de volgende manier in (tussen haakjes staat steeds Aarnes categorisering weergegeven):
- Animal Tales (dierensprookjes) onder de nummers 1–299
- Tales of Magic (toversprookjes) nummers 300–749
- Religious Tales (legendeachtige sprookjes) nummers 750–849
- Romantic Tales (novelleachtige sprookjes) nummers 850–999
- Tales of the Stupid Ogre (sprookjes over de domme reus/duivel) nummers 1000–1199
- Jokes and Anecdotes (grappige vertellingen en anekdotes) nummers 1200–1999
- Formula Tales (niet bij Aarne) nummers 2000–2400
- Unclassified Tales (niet bij Aarne) nummers 2401–2500

## Hans-Jörg Uther
In het jaar 2004 werd de index door de Duitser Hans-Jörg Uther opnieuw bewerkt.